# Georges Sécan
Georges Sécan (Bucarest, 1º luglio 1913 – Milano, 19 novembre 1987) è stato un pittore francese.

## Biografia
Georges Sécan nasce a Bucarest nel 1913, ma è considerato un pittore Francese.
Studia a Parigi e successivamente a Monaco di Baviera.
Gli inizi del suo percorso Artistico sono orientati al figurativo, con chiare influenze astratte. Uomo di vastissima cultura, divenne celebre ancora giovanissimo.
Lascia subito l'Europa per approdare in India. Qui la Filosofia Buddista lo porta all'Autocontemplazione. Sono questi i prodromi della sua nuova pittura che chiama "subform", acronimo di "forme scaturite dal subconscio".
È il 1941 e il suo Figurativo diventa sempre più informale.
Nel 1961 si trasferisce a Losanna. Quindi si avvicina all'Espressionismo Astratto e al Gruppo Cobra.
Da questo momento alterna temi che vanno dalla ritrattistica, ai paesaggi, alla serie di Marionette (qui siamo a Parigi), il ciclo dei dipinti Morali che allinea quadri provvisti di un meccanismo a orologeria che mette in moto un carillon, la serie delle "Reazioni", le indagini spazio-temporali.
In Italia due mostre molto importanti sempre a Milano: Palazzo Reale (1971, subito dopo quella di Picasso) e Palazzo Dugnani (1975)
Muore nel 1987.